# Le Réveil anarchiste
Pour les articles homonymes, voir Le Réveil.

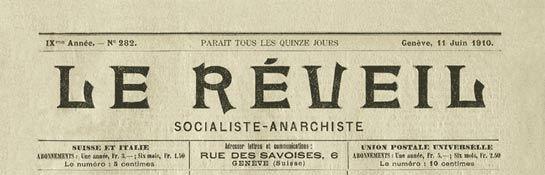
Le Réveil socialiste-anarchiste, 11 juin 1910.

Le Réveil Anarchiste (en italien Il Risveglio anarchico), est un bimensuel bilingue libertaire publié sans interruption de 1900 à 1946 à Genève puis, dans une deuxième période, un trimestriel de 1970 à 1983.

## Histoire

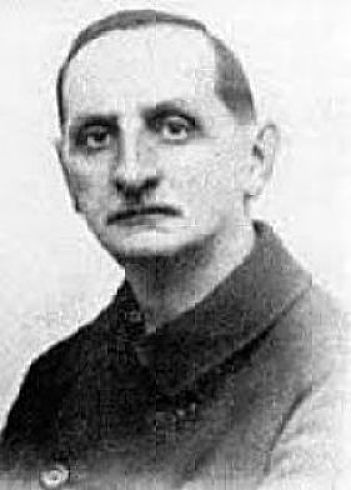
Luigi Bertoni.

Le journal se réclame du socialisme libertaire puis du communisme libertaire. Il est d'abord appelé Le Réveil Socialiste Anarchiste puis en 1913 Le Réveil Communiste anarchiste, pour prendre définitivement son nom le 1er mai 1926. Il est créé par le typographe tessinois Luigi Bertoni, une figure du mouvement ouvrier et socialiste suisse.
Les marques du mouvement libertaire à Genève se retrouveront pendant longtemps sur le drapeau rouge et noir du syndicat FOBB et au pratique de lutte du mouvement ouvrier local, moins soucieux qu'ailleurs du respect de la «paix du travail».
L’influence de Bertoni et du Réveil anarchiste se fera sentir bien au-delà des frontières helvétiques : Il Risveglio s’adressait aux émigrants et exilés italiens en Suisse, aux Tessinois, aux antifascistes dès 1922 ; il était l’organe de référence du mouvement libertaire romand, et l’un de ceux qui comptaient dans l’ensemble du « monde francophone », malgré un tirage modeste de 5000 exemplaires.
Avec une grande constance, ce sont quelque 1054 numéros qui paraîtront jusqu'en 1946. Pendant la guerre d'Espagne, les PTT confisquent « journaux, écrits ou autre matériel de propagande importé en Suisse à caractère communiste ou anarchiste, antimilitariste ou antireligieux ».
Le 23 novembre 1936, Louis Bertoni, collaborateur au Réveil anarchiste est menacé d'inculpation par le procureur général de la Confédération s'il continue ses conférences. La répression s’alourdit en 1937. Des militants communistes sont emprisonnés sous l’accusation d’avoir organisé l’envoi de volontaires, des manifestations publiques sont interdites, comme le 1er mai 1937 à Genève où 150 policiers en armes confisquent de force un autocar portant les couleurs de la CNT-FAI.
La censure des journaux, la saisie de tracts, la violation du secret postal et télégraphique, les menaces contre les subversifs étrangers deviennent quotidiennes. Le 4 janvier 1938, le compte de chèques postaux du Réveil anarchiste est bloqué par les autorités. Il le reste jusqu’en mars 1939, après la fin de la guerre d’Espagne.
Le journal sera alors édité clandestinement jusqu'en 1946, ainsi que près de cent cinquante brochures anonymes, mais toujours bilingues.

### Postérité
Après la mort de Bertoni, le journal devint un mensuel sous la direction de Carlo Frigerio (it), d'abord du premier mai 1947 au mois d'août 1950 et ensuite de janvier 1957 à décembre 1960.
En 1970, la Fédération libertaire des montagnes qui fait partie de l'Organisation socialiste libertaire, publie Le Réveil anarchiste, un trimestriel qui s'étendra jusqu'en 1983 avec 14 numéros. Le journal s'articulait autour de plusieurs thématiques comme le logement, le système carcéral et la prison de Champ-Dollon, l'écologie et l'antimilitarisme.